# Yamamoto Kakuma
Yamamoto Kakuma est un nom japonais traditionnel ; le nom de famille (ou le nom d'école), Yamamoto, précède donc le prénom (ou le nom d'artiste).
Yamamoto Kakuma (山本 覚馬, né le 25 février 1828 à Aizu au Japon et décédé à l'âge de 64 ans le 28 décembre 1892 à Kyoto) est un samouraï japonais qui devint enseignant et politicien durant l'ère Meiji.

## Biographie
Natif d'Aizu, Yamamoto prétend descendre du fameux stratège militaire Yamamoto Kansuke. Enfant prodige, il sait lire à l'âge de quatre ans et récite des poésies chinoises jueju (en) dès cinq ans. Il est envoyé à Edo à vingt-deux ans pour étudier auprès de Shōzan Sakuma, en même temps que Katsu Kaishū, le rangaku (études de l'Occident) et les sciences militaires modernes. Il retourne à Aizu à 28 ans et devient instructeur à la Nisshinkan, l'académie du domaine d'Aizu.
En 1862, il est chargé d'assister le daimyo Matsudaira Katamori à la fin de son poste de Kyoto shugoshoku. La situation à Kyoto est alors très instable et Yamamoto combat des samouraïs du domaine de Chōshū durant la rébellion des portes Hamaguri le 20 août 1864. Pendant la guerre de Boshin durant la restauration de Meiji, il ne participe pas à la bataille de Toba-Fushimi, pourtant proche d'Aizu, et reste en retrait avec ses forces à Kyoto afin d'attaquer la résidence fortifiée du domaine de Satsuma. Il est blessé aux yeux, ce qui le rendra aveugle, et est peu après fait prisonnier par les forces de Satsuma. Après la guerre, il est gracié par l'intercession d'Iwakura Tomomi. Sa sœur, Yamamoto Yaeko, a aussi combattu durant la guerre de Boshin.
Par la suite, il devient membre de l'assemblée de la nouvelle préfecture de Kyoto. Après s'être converti au christianisme, il travaille avec Joseph Hardy Neesima pour fonder l'université Dōshisha à Kyoto. Yamamoto lui-même est le deuxième président de cette université.
En dehors de son travail dans l'éducation, Yamamoto s'investit également dans l'écriture. L'une de ses œuvres les plus connues est une longue étude de la réforme nationale, réalisée durant sa captivité en 1868.
Yamamoto est incarné par l'acteur Ryū Raita dans la mini-série Byakkotai en 1987, et par l'acteur Hidetoshi Nishijima dans le taiga drama Yae no sakura de 2013.